# Eponymní album
Eponymní album (také stejnojmenné album) je hudební album interpreta pojmenované pouze názvem této skupiny či jménem hudebníka. Často jím je první (tzv. debutové) album. Příkladem eponymního alba, které nebylo vydáno jako první, je například album Genesis od skupiny Genesis; to bylo jejich v pořadí dvanácté studiové album. Dalším příkladem je třeba třetí album ABBA skupiny ABBA.
Někteří interpreti vydali eponymních alb více. To je třeba případ britské skupiny Killing Joke, která vydala dvě různá eponymní alba v letech 1980 (jejich debutové album) a 2003 (jedenáctá studiová deska). Peter Gabriel vydal stejnojmenné desky dokonce čtyři: jeho jméno nesou jeho nejstarší studiová alba, vydaná v letech 1977, 1978, 1980 a 1982 (a následovaná trojicí alb s dvoupísmennými názvy So, Us a Up).

## Příklady eponymních alb
- KoRn (od skupiny KoRn)
- The Beatles (od skupiny The Beatles)
- Black Sabbath (od skupiny Black Sabbath)
- Iron Maiden (od skupiny Iron Maiden)
- The Firm (od skupiny The Firm)
- Foo Fighters (od skupiny Foo Fighters)
- Kraftwerk (od skupiny Kraftwerk)
- Van Halen (od skupiny Van Halen)
- Motörhead (od skupiny Motörhead)
- Queen (od skupiny Queen)
- The Doors (od skupiny The Doors)
- The Velvet Underground (od skupiny The Velvet Underground)
- The Stooges (od skupiny The Stooges)
- Madonna (od zpěvačky Madonny)
- Taylor Swift (od zpěvačky Taylor Swift)